# Jesper Krogh
Jesper Krogh (23 de octubre de 1975) es un deportista danés que compitió en remo. Ganó doss medallas en el Campeonato Mundial de Remo, en los años 2000 y 2001.

## Palmarés internacional
| Campeonato Mundial | Campeonato Mundial | Campeonato Mundial | Campeonato Mundial      |
| Año                | Lugar              | Medalla            | Prueba                  |
| ------------------ | ------------------ | ------------------ | ----------------------- |
| 2000               | Zagreb (Croacia)   | Medalla de bronce  | Dos sin timonel ligero  |
| 2001               | Lucerna (Suiza)    | Medalla de plata   | Ocho con timonel ligero |